# みんなのせかい
『みんなのせかい』は、1972年4月11日から1985年3月17日までNHK教育テレビの『幼稚園・保育所の時間』で放送されていた自然科学分野の教育番組である。

## 概要
よくみようといってみたいなを統合した。

## 放送時間
いずれも日本標準時、別の時間帯での再放送あり。
- 土曜日 09:15 - 09:30 （1972年4月8日） - 初回のみこの時間帯で本放送。以後は再放送枠として使用。
- 金曜日 10:30 - 10:45 （1972年4月14日 - 1980年3月14日）

## キャスト

### 語り
- 西山登志雄（1972年度 - 1978年度）
- 矢田耕司（1972年度 - 1973年度、1979年度 - 1980年度） - 「やたこうじ」名義でクレジットされている回もあり。
- 熊谷清司（1974年度 - 1978年度）
- 広中富士子（1982年度）
- 小幡研二（1982年度 - 1984年度）

### 出演者
- 古今亭朝太（1981年度）
- まつやま亜紀（1981年度）

## スタッフ
- 番組テーマ曲作曲：冨田勲
  - テーマ曲は一度新たに録音され、リニューアルされている。リニューアルされた新バージョンは2003年に『「TOMITA ON NHK」冨田勲 NHKテーマ音楽集』にてCD化される。一方、初期の旧バージョンは後にNHKで音源が見付かり、2015年に『「TOMITA ON NHK」冨田勲 NHKテーマ音楽集（新装版)』にてめでたくCD化された。初期の旧バージョンは、「モーグⅢ-P」を駆使した音源で、冨田のモーグの音色の代名詞であった口笛の音色でメロディが奏でられている等如何にも冨田らしいモーグサウンドが出てくる。同作には既にCD化していた新バージョンも収録されており、違いを聞き比べられる。